# Tekyeh-e Sepahsālār
Tekyeh-e Sepahsālār (persiska: Takye-ye Sepahsālār, تَكيِی سِپَهسالار, تكيه سپهسالار) är en ort i Iran.   Den ligger i provinsen Alborz, i den norra delen av landet, 40 km norr om huvudstaden Teheran. Tekyeh-e Sepahsālār ligger 2 016 meter över havet och antalet invånare är 349.
Terrängen runt Tekyeh-e Sepahsālār är bergig norrut, men söderut är den kuperad. Tekyeh-e Sepahsālār ligger nere i en dal. Runt Tekyeh-e Sepahsālār är det mycket tätbefolkat, med 1 056 invånare per kvadratkilometer. Närmaste större samhälle är Āsārā, 2,3 km sydväst om Tekyeh-e Sepahsālār. Trakten runt Tekyeh-e Sepahsālār består i huvudsak av gräsmarker.